# Хронологія рекордів Європи з легкоатлетичного п'ятиборства серед жінок (коротка доріжка)
Рекорди Європи з п'ятиборства у приміщенні серед жінок визнаються Європейською легкоатлетичною асоціацією з-поміж результатів, які показали європейські легкоатлетки в приміщенні, за умови дотримання встановлених вимог.
Рекорди Європи з жіночого п'ятиборства у приміщенні фіксуються з 1990.

## Хронологія рекордів
| Час                                  | Атлетка            | Місто         | Дата       | Примітки    |
| ------------------------------------ | ------------------ | ------------- | ---------- | ----------- |
| 4215                                 | Оділь Лесаж        | Ножан-сюр-Уаз | 11.02.1990 |             |
| 4726                                 | Лільяна Нестасе    | Бухарест      | 26.01.1992 |             |
| 4991                                 | Ірина Бєлова       | Берлін        | 15.02.1992 |             |
| 5013                                 | Наталія Добринська | Стамбул       | 19.02.2012 | [ 1 ]       |
| 5055                                 | Нафіссату Тіам     | Стамбул       | 03.03.2023 | [ 2 ] [ 3 ] |
| 2 роки, 22 дні від дати встановлення |                    |               |            |             |